# Capão Bonito (gemeente)
Capão Bonito is een gemeente in de Braziliaanse deelstaat São Paulo. De gemeente telt 46.338 inwoners (schatting 2009).

## Aangrenzende gemeenten
De gemeente grenst aan Buri, Eldorado, Guapiara, Itapetininga, Itapeva, Ribeirão Grande, São Miguel Arcanjo, Sete Barras en Taquarivaí.